# Piper Alpha
Piper Alpha (1973-1988) fue una plataforma petrolífera ubicada en el mar del Norte, propiedad de Occidental Petroleum Corporation (OPCAL).La producción de la plataforma comenzó en 1976, primero como plataforma petrolera de perforación, y después para producir gas. 
El 6 de julio de 1988 una serie de explosiones la destruyeron completamente. Las explosiones y los incendios mataron a 167 hombres; 61 lograron sobrevivir. Entre las víctimas mortales estaban dos miembros de la tripulación del buque de rescate Sandhaven. No se pudieron encontrar los cuerpos de treinta hombres. 
Se considera el mayor desastre del mundo en la industria de extracción de petróleo, tanto por el número de muertos como por su coste económico y de confianza empresarial en la propia industria petrolera. Al momento del desastre, la plataforma producía el diez por ciento del petróleo y gas del mar del Norte.
En la ciudad escocesa de Aberdeen se ha dedicado una capilla en memoria de quienes perecieron. En la misma ciudad existe una escultura conmemorativa en el Rose Garden de Hazlehead Park.

## Petroleras Piper
En un principio fueron cuatro empresas, que más tarde se transformarían en la empresa conjunta OPCAL, quienes obtuvieron una licencia de exploración de petróleo en 1972 para el mar del Norte. 
A principios de 1973, se descubriría la zona petrolífera denominada «campo petrolífero Piper». Inmediatamente, se comenzó la fabricación de la plataforma y la instalación de tuberías y otras estructuras de apoyo en tierra. La producción de petróleo comenzó en 1976 con unos 250 000 barriles de petróleo al día, incrementándose poco a poco hasta alcanzar más de 300 000 barriles diarios (48 000 m³). 
En 1980 se instaló un módulo de recuperación de gas. En 1988 la producción disminuyó hasta los 125 000 barriles (19 900 m³). OPCAL construyó la terminal petrolera Flotta en las islas Orcadas para recibir y procesar el petróleo de las distintas plataformas: Piper Alpha, Claymore y Tartan. Un oleoducto de 206 kilómetros y 0,76 metros de diámetro unía la plataforma Piper Alpha a la terminal Flotta. Un oleoducto de 32 km unía la plataforma Claymore con la plataforma Piper Alpha. Una serie de gasoductos unían las diversas plataformas (Piper, Tartan y Claymore), con el objeto de alcanzar tanto la terminal Flotta como la plataforma de compresión del gas, MCP-01, situada 48 kilómetros al noroeste.

## Plataforma petrolífera y conversión en plataforma de gasificación

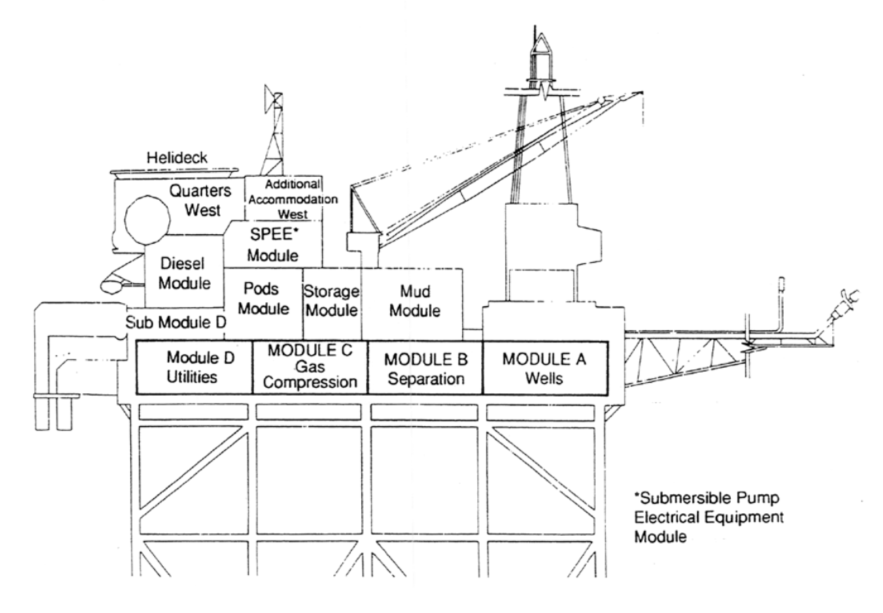
Vista de elevación simplificada (plataforma oeste) de Piper Alpha (en inglés)

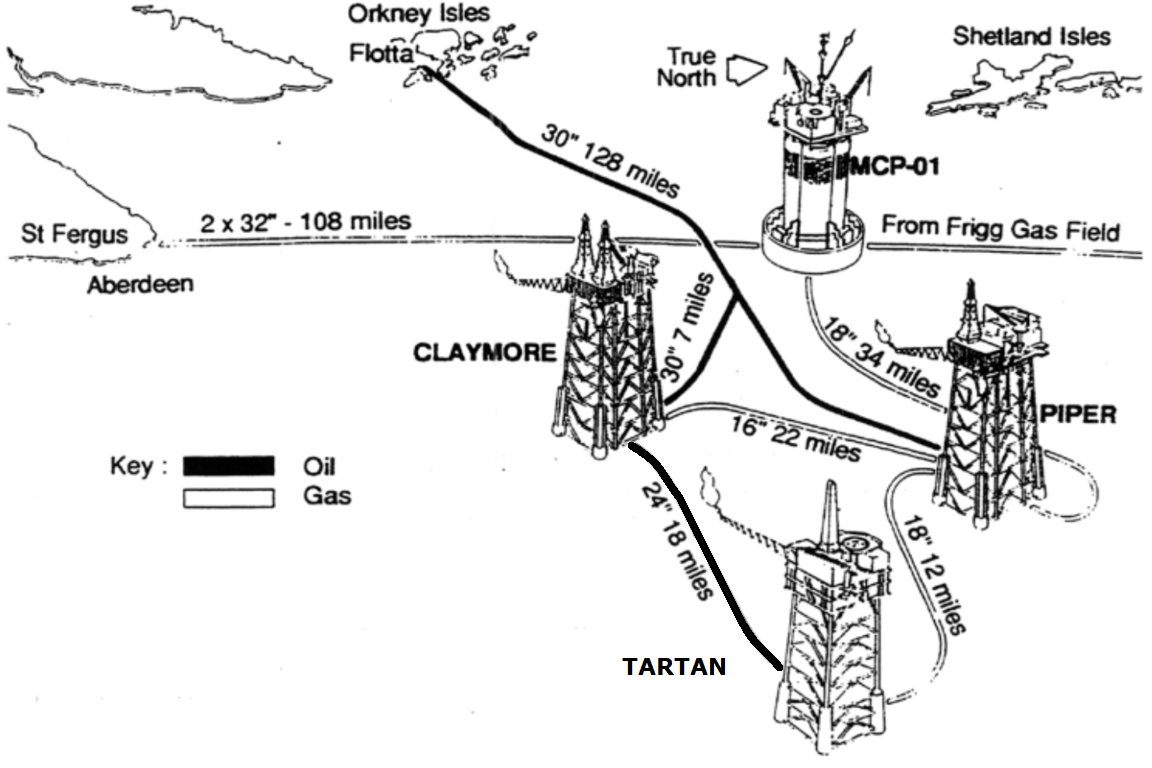
Conexiones del oleoducto Piper Alpha a la costa y plataformas vecinas (en inglés)

La gran plataforma fija Piper Alpha se diseñó inicialmente para extraer petróleo. Se encontraba en el «campo petrolífero Piper», aproximadamente a 193 km al noreste de Aberdeen y con una altura de 144 metros sobre el agua. La componían cuatro módulos separados por cortafuegos y construidos por las empresas de ingeniería McDermott, en la ciudad escocesa de Ardersier, y Union Industrielle et d'Entreprise en El Havre, Francia. Las secciones se unieron en Ardersier antes de remolcar la plataforma en el año 1975. La producción comenzó a finales de 1976. Por razones de seguridad, los módulos se organizaron de modo que las operaciones y actividades más peligrosas estuvieran protegidas y alejadas del mayor número posible de trabajadores. Pero, con la conversión en 1978 a una plataforma de extracción y tratamiento de gas, se rompió este concepto de seguridad, con el resultado de que zonas sensibles que debían estar separadas se reunieron en un solo módulo. Así ocurrió, por ejemplo, con la unión de la zona de compresión de gas y la sala de control, que finalmente desempeñó un papel crucial en el accidente. 
La plataforma trataba el petróleo crudo y gas natural proveniente de veinticuatro pozos para su entrega final a la terminal petrolera de Flotta en las islas Orcadas así como a otras instalaciones a través de tres gasoductos. En el momento de la catástrofe, la plataforma Piper Alpha era la más grande y pesada de todo el mar del Norte.

## Cronología de los hechos: 6 de julio de 1988
Semanas antes del accidente del 6 de julio se construyó un nuevo gasoducto. Durante su construcción, la plataforma no interrumpió su rutina y funcionó con normalidad. Así, el descubrimiento de una pequeña fuga de gas se consideró normal y no fue motivo de especial preocupación.
Como resultado del accidente, la plataforma resultó completamente destruida y la mayoría de trabajadores muertos, por lo que el análisis de lo ocurrido sólo puede hacerse mediante una posible cadena de acontecimientos basados en hechos conocidos y contrastados por algunos testigos de los sucesos que permiten establecer una cronología:
6 de julio de 1988
Hora 12:00. Dos bombas de presión de gas en la plataforma, designadas A y B, comprimen el gas para su transporte hasta la costa. En la mañana del 6 de julio, la válvula de seguridad de la bomba de presión A es retirada para un mantenimiento rutinario. El mantenimiento estaba previsto desde hacía dos semanas, pero la revisión no se había realizado aún. Al retirar la válvula y por falta de tiempo, se sella la tubería abierta con un disco plano metálico. Debido a que el trabajo de revisión no se completó antes de las 18:00 (cuando se produce el cambio de turno), la brida ciega se mantuvo en su lugar. El supervisor emite un parte de trabajo en el que indica que la válvula no está reparada y la bomba no puede ponerse en funcionamiento de ningún modo. La bomba A no está ni puede estar en funcionamiento.
Hora 18:00. El turno de trabajo de día termina y empieza el turno de noche con 62 hombres adscritos a la plataforma Piper Alpha. El supervisor contratista firma el parte de trabajo en lugar del gerente de producción, que en esos momentos está ocupado, y lo deja sobre la mesa del supervisor de proceso a las 18:00, en la sala de control. Este parte de trabajo desapareció y nunca fue encontrado. Coincidente con ese parte hubo otro para la revisión general de una bomba que aún no se había realizado.
Hora 19:00. Al igual que muchas otras plataformas de extracción de petróleo, en Piper Alpha había un sistema automático de extinción de incendios, impulsado por dos tipos de bombas, unas de diésel y otras eléctricas (estas últimas fueron inutilizadas por la primera explosión). Las bombas de diésel fueron diseñadas para succionar grandes cantidades de agua de mar con el fin de apagar cualquier fuego. Estas bombas disponían de un dispositivo automático que debería iniciarse en caso de incendio. Sin embargo, el sistema de extinción de incendios estaba bajo control manual en la noche del 6 de julio. El control manual se establecía en Piper Alpha cuando los buceadores, encargados de diversas tareas de revisión y mantenimiento, se encontraban en el agua (esta situación ocurría aproximadamente 12 horas al día durante el verano), independientemente de su ubicación, para evitar que los buzos fueran arrastrados por las bombas junto con el agua de mar. En otras plataformas las bombas solo están en control manual si los buceadores se encuentran cerca de su boca.
Hora 21:45. La bomba B de gas licuado del petróleo (GLP) se detiene repentinamente y no puede activarse de nuevo. Todo el suministro de energía dependía de esta bomba. El gerente tenía solo unos pocos minutos para poner la bomba A de nuevo en funcionamiento, de lo contrario no podría garantizarse el suministro de energía. Se realizó una búsqueda entre los documentos existentes para determinar si la bomba A podría iniciarse sin ningún problema.
Hora 21:52. El parte de trabajo de la revisión se encuentra, pero no así el parte de trabajo donde se indica que la bomba no debe iniciarse en ningún caso debido a la falta de la válvula de seguridad. La válvula se encuentra en una ubicación diferente de la bomba y, por tanto, los permisos se almacenan en diferentes casillas, ya que eran ordenados por ubicación. Ninguno de los presentes es consciente de que una parte vital no había sido consultado. El director asumió, a partir de los documentos existentes, que se daban las condiciones de seguridad para iniciar la bomba A. Tampoco nadie se da cuenta de que la válvula, separada de las tuberías, está pendiente de revisar y tampoco nadie advierte que un disco metálico sustituye a la válvula de seguridad ya que la ubicación de la válvula -en este caso el disco metálico- no es fácilmente visible al encontrarse a varios metros sobre el nivel del piso y está oculta por la maquinaria.
Hora 21:55. La bomba A de gas GLP es encendida. El gas comienza a fluir en la bomba, pero la falta de la válvula de seguridad impide controlar la sobrepresión que el disco de metal no puede soportar.
La fuga de gas a alta presión es perfectamente audible, por lo que varios hombres activan hasta 6 alarmas de gas incluida la de «alto nivel de gas» pero, antes de que alguien pudiera actuar, el gas se inflama y explota rompiendo los paneles cortafuegos de 2,5 × 1,5 m que no fueron diseñados para resistir las explosiones. El operador Geoff Bollands, que había estado en la sala y presenció la activación de las alarmas, activa la parada de emergencia así como el cierre de las grandes válvulas ubicadas en el mar y cesan todas las líneas de producción de petróleo y de gas.
Teóricamente, la plataforma debía poder cerrar la llegada de petróleo y gas y también debía ser capaz de resistir al fuego. Sin embargo, debido a que la plataforma fue construida originalmente para la extracción de petróleo, los cortafuegos que pudieron haber resistido el fuego no resistieron las explosiones. La primera explosión rompió los paneles del cortafuegos alrededor del módulo (B). Uno de los paneles salió despedido y rompió un pequeño tubo de condensación provocando la creación de otro incendio. Las explosiones y el fuego se suceden. El fuego comienza a extenderse por los distintos módulos y niveles.
Hora 22:04 La sala de control está abandonada. Una llamada de mayday fue hecha por el operador de radio David Kinrade. El diseño de Piper Alpha no garantiza su seguridad y la sala de control es destruida. La plataforma se desintegra. No se hizo ningún intento de utilizar altavoces para avisar o proceder y ordenar una evacuación. 
22:05: La estación costera recibe la primera llamada de emergencia, un helicóptero Sea King despegó de la estación de guardacostas, también se notificó a la RAF y un avión de patrulla marítima Hawker Nimrod despegó para actuar como comandante en la escena usando la designación Rescue Zero-One.
22:06: El fuego no permitió al personal instruido en los procedimientos de emergencia abrirse camino hasta los botes salvavidas. El viento, el fuego y el denso humo impidieron el aterrizaje de helicópteros. El humo se introduce en el bloque del personal. El sistema de iluminación se colapsa.
Dos hombres con ropa protectora intentan llegar a la maquinaria de bombeo de gasóleo por debajo de las cubiertas con el objeto de activar el sistema de extinción de incendios. Nunca se les volvió a ver. 
El fuego podría haberse consumido de no haber sido porque se alimentaba del petróleo que todavía llegaba de las plataformas Tartan y Claymore, provocando además sobrepresión y nuevas rupturas de las tuberías de la plataforma Piper Alpha en el mismo corazón del fuego ya existente. La plataforma Claymore continuó bombeando hasta la segunda explosión ya que el director no tenía el permiso para cerrar las válvulas y que debía autorizar el demasiado alejado centro de control de la empresa. Además, la conexión de un gasoducto hacia la plataforma Tartan siguió bombeando ya que su director hacía cumplimiento estricto de las directivas de sus superiores. La razón de este procedimiento tan 'burocrático' es el exorbitante costo que supone el cierre de determinados gasoductos. Se tarda varios días en reiniciar la producción después de una parada, con importantes costes económicos. Evidentemente, el protocolo de seguridad no contemplaba estas situaciones.
Las líneas de gas de 140 a 146 cm de diámetro llegaban hasta Piper Alpha. Dos años antes, la empresa ordenó un estudio de gestión que advirtió de los peligros de estas líneas de gas. El estudio advertía que debido a su longitud y diámetro, se tardaría varias horas en reducir su presión, de modo que no sería posible su cierre inmediato para luchar contra un fuego alimentado por los mismos. A pesar de la primera y devastadora explosión de gas y la consecuente primera llamada de emergencia, las plataformas Claymore y Tartan ni siquiera cierran sus tuberías, aunque no se redujera rápidamente la presión.
Hora 22:20. La tubería de gas que llega de Tartan (con una presión de 120 atmósferas) se funde y estalla produciendo la liberación de entre 15 y 30 t de gas por segundo que inmediatamente se encienden. Una enorme bola de fuego de 150 metros de diámetro envuelve a Piper Alpha, su enorme tamaño mata incluso a dos miembros de un buque de rescate y seis hombres que habían caído al agua. A partir de este momento, la destrucción de la plataforma es inevitable.
Hora 22:30. El Tharos, un gran barco de extinción de incendios y salvamento semisumergible, se acerca a Piper Alpha. El Tharos utiliza el agua para apagar el fuego mediante un potente cañón pero, no puede hacer un uso indiscriminado ya que su fuerza es tan grande que puede herir e incluso matar si alguien es alcanzado por su chorro.
Hora 22:50. La segunda tubería de gas se rompe, dispersando millones de litros de gas en la ya enorme conflagración. Enormes llamas alcanzan más de 90 metros. El Tharos se retira debido al terrible calor que comienza a fundir el acero y la maquinaria del barco. Fue después de esta gran explosión cuando la plataforma Claymore dejó de bombear. Todavía había trabajadores vivos en la zona izquierda de la plataforma. Buscan refugio en las zonas ya quemadas pero el humo bloquea la entrada y se ven obligados a saltar desde una de las cubiertas -a unos 61 metros de altura- al mar del Norte. La explosión también mata a dos tripulantes de una lancha rápida de rescate lanzada desde el barco Sandhaven, así como a otros 6 trabajadores de la plataforma Piper Alpha que habían sido rescatados del mar.
Hora 23:18. El ducto de gas que conecta a la Piper Alpha con la plataforma Claymore se quiebra, derramando más combustible al ya masivo incendio que engullía a la Piper Alpha.
Hora 23:35. El helicóptero Rescue 138 de Lossiemouth, Escocia, llega a la zona.
Hora 23:37 El Tharos contacta a la aeronave Nimrod Rescue Zero-One para informarles de la situación. Una embarcación en espera recogió a 25 víctimas, 3 de ellas con serias quemaduras, y uno con una herida. El Tharos solicita la evacuación de su personal no esencial para hacer espacio para las víctimas que estaban por llegar. Se le solicita al helicóptero Rescue 138 evacuar a 12 tripulantes no esenciales del Tharos a la embarcación Ocean Victory, antes de regresar con equipos paramédicos.
Hora 23:50. Con las estructuras de soporte quemadas de manera crítica, y sin nada que mantenga las pesadas estructuras superiores, la plataforma empieza a colapsar. Una de las grúas cae, seguida por la torre de perforación. Los módulos de generación y utilidades (D), que incluían el bloque de alojamientos y el bloque de protección contra el fuego se deslizan en el mar, llevándose a los tripulantes acorralados con ellos. La mayor parte de la plataforma le sigue.
7 de julio de 1988
Hora 00:45. La totalidad de la plataforma se ha quemado. El módulo A es todo lo que queda de Piper Alpha. 
Al momento del desastre se encontraban en la plataforma 226 personas, de ellas 165 fallecieron y 61 sobrevivieron. Dos tripulantes de la embarcación de rescate Sandhaven fallecieron también.

## Conclusiones sobre la seguridad y salud laboral
1. Aún existe una controversia sobre si hubo o no tiempo suficiente para ser más eficaces en la evacuación de los trabajadores. La gente seguía bajando de la plataforma varias horas después del inicio de los incendios y las explosiones.
2. El principal problema fue que la mayoría del personal que tenía autoridad para ordenar la evacuación había muerto con la primera explosión que destruyó la sala de control donde estaban. Esto fue consecuencia clara y directa del diseño y reforma de la plataforma, incluyendo la ausencia de paredes antiexplosión.
3. Otro factor decisivo fue que las plataformas Tartan y Claymore siguieron bombeando gas y petróleo a Piper Alpha hasta la ruptura de la tubería por el calor de la segunda explosión.
4. Los responsables de las distintas operaciones y plataformas no tenían, o creían no tener la autoridad para cerrar los suministros aún a pesar de recibir las alarmas y que podían ver el fuego en Piper Alpha.
5. El buque de buceo informó de la explosión inicial justo antes de las 22:00, y la segunda explosión se produjo tan sólo veintidós minutos más tarde. Pero cuando el rescate tanto civil como militar apareció en escena las llamas tenían más de cien metros de altura y eran visibles a más de cien kilómetros de distancia por lo que las pésimas condiciones de seguridad impidieron las operaciones de rescate. El buque Tharos, especialista en lucha contra incendios, comenzó la lucha contra el fuego; pero, ante la ruptura del oleoducto de la plataforma Tartan, se vio obligado a retirarse.

En 1988 se estableció una comisión de investigación para aclarar las causas del desastre. En noviembre de 1990, se llegó a la conclusión inicial de que el accidente fue el resultado de una serie de hechos que se iniciaron con los trabajos de mantenimiento que se llevaron a cabo simultáneamente en una bomba y en una válvula de seguridad. La investigación fue muy dura con la empresa responsable de la plataforma, la Occidental Petroleum Corporation, a la que se declaró culpable por mantenimiento insuficiente y negligencia en los procedimientos de seguridad, aunque no se presentaron cargos penales contra ella. 
La segunda fase de la investigación hizo 106 recomendaciones para cambios en los procedimientos de seguridad en las plataformas del mar del Norte, los cuales fueron aceptados por la industria en su totalidad. La más importante de estas recomendaciones es que la responsabilidad de hacer cumplir la seguridad en el mar del Norte debía trasladarse desde los responsables de los departamentos de Energía a los responsables de Seguridad y Salud.

### La memoria dePiper Alpha

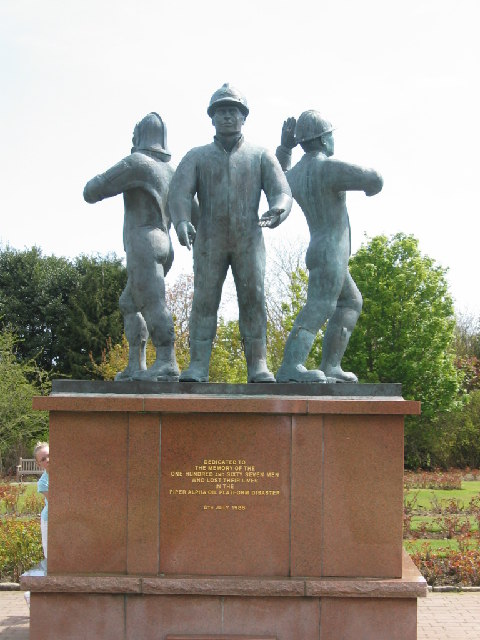
Monumento a las víctimas del desastre de la plataforma petrolífera Piper Alpha. Hazlehead Park, Aberdeen.

Existen dos asociaciones, una de supervivientes y otra de familiares de los fallecidos que recuerdan la memoria del desastre y realizan campañas sobre seguridad y prevención de riesgos en el mar del Norte.
Los restos de boyas marcando los restos de la Piper están aproximadamente a 120 metros de distancia del soporte sudeste de la nueva plataforma Piper Bravo. Un efecto del desastre de la Piper Alpha fue la creación del primer sindicato (trade union) "posterior a Margaret Thatcher", denominado Comité de Enlace de la Industria de Extracción de Petróleo (Offshore Industry Liaison Committee -OILC-).
Una escultura conmemorativa que muestra tres trabajadores del petróleo se puede encontrar en el parque Hazlehead en Aberdeen, obra de Sue Jane Tyller.
El 6 de julio de 2008, para conmemorar el vigésimo aniversario de la catástrofe, el grupo de teatro Aberdeen Performing Arts representó la obra escrita por el dramaturgo Mike Gibb Lest We Forget.
En 2013 se estrenó la película Fire in the night, la cual narra los hechos acontecidos.